# Rajeev Ram
Rajeev Ram (Denver, 18 de Março de 1984) é um tenista profissional norte-americano, descendente de indianos, possui dois titulos de simples e 23 em duplas na ATP, seu melhor ranking foi de número 2, em 2022.

## ATP finals

### Simples: 2 (2–0)
| Legenda                           |
| --------------------------------- |
| Grand Slam (0–0)                  |
| ATP World Tour Finals (0–0)       |
| ATP World Tour Masters 1000 (0–0) |
| ATP World Tour 500 Series (0–0)   |
| ATP World Tour 250 Series (1–0)   |

| Finais por Piso |
| --------------- |
| Duro (0–0)      |
| Saibro (0–0)    |
| Grama (1–0)     |
| Carpete (0–0)   |

| Posição | N. | Data           | Torneio                                         | Piso  | Oponente     | Plsvst                     |
| ------- | -- | -------------- | ----------------------------------------------- | ----- | ------------ | -------------------------- |
| Campeão | 1. | Julho 12, 2009 | Hall of Fame Tennis Championships, Newport, EUA | Grama | Sam Querrey  | 6–7(3–7), 7–5, 6–3         |
| Campeão | 2. | Julho 19, 2015 | Hall of Fame Tennis Championships, Newport, EUA | Grama | Ivo_Karlović | 7/6 (7-5), 5/7 e 7/6 (7-2) |

### Duplas: 10 (7–3)
| Legenda                           |
| --------------------------------- |
| Grand Slam (0–0)                  |
| ATP World Tour Finals (0–0)       |
| ATP World Tour Masters 1000 (0–0) |
| ATP World Tour 500 Series (0–0)   |
| ATP World Tour 250 Series (7–3)   |

| Finais por Piso |
| --------------- |
| Duro (4–2)      |
| Saibro (0–0)    |
| Grama (1–0)     |
| Carpete (0–0)   |

| Posição | N. | Data               | Torneio                                                            | Piso     | Parceiro        | Oponentes                               | Placar                     |
| ------- | -- | ------------------ | ------------------------------------------------------------------ | -------- | --------------- | --------------------------------------- | -------------------------- |
| Vice    | 1. | August 22, 2005    | Pilot Pen Tennis, New Haven, EUA                                   | Duro     | Bobby Reynolds  | Gastón Etlis Martin Rodríguez           | 4–6, 3–6                   |
| Campeão | 1. | Janeiro 11, 2009   | Chennai Open, Chennai, India                                       | Duro     | Eric Butorac    | Jean-Claude Scherrer Stanislas Wawrinka | 6–3, 6–4                   |
| Campeão | 2. | Julho 12, 2009     | Campbell's Hall of Fame Tennis Championships, Newport, EUA         | Grama    | Jordan Kerr     | Michael Kohlmann Rogier Wassen          | 6–7(6–8), 7–6(9–7), [10–6] |
| Campeão | 3. | Outubro 4, 2009    | PTT Thailand Open, Bangkok, Thailand                               | Duro (i) | Eric Butorac    | Guillermo García-López Mischa Zverev    | 7–6(7–4), 6–3              |
| Campeão | 4. | Julho 25, 2010     | Atlanta Tennis Championships, Atlanta, EUA                         | Duro     | Scott Lipsky    | Rohan Bopanna Kristof Vliegen           | 6–3, 6–7(4–7), [12–10]     |
| Vice    | 2. | Fevereiro 6, 2011  | South African Open, Johannesburg, África do Sul                    | Duro     | Scott Lipsky    | James Cerretani Adil Shamasdin          | 3–6, 6–3, [7–10]           |
| Campeão | 5. | Fevereiro 13, 2011 | SAP Open, San Jose, EUA                                            | Duro (i) | Scott Lipsky    | Alejandro Falla Xavier Malisse          | 6–4, 4–6, [10–8]           |
| Campeão | 6. | Fevereiro 27, 2011 | Delray Beach International Tennis Championships, Delray Beach, EUA | Duro     | Scott Lipsky    | Christopher Kas Alexander Peya          | 4–6, 6–4, [10–3]           |
| Campeão | 7. | Setembro 23, 2012  | St. Petersburg Open, Saint Petersburg, Rússia                      | Duro (i) | Nenad Zimonjić  | Lukáš Lacko Igor Zelenay                | 6–2, 4–6, [10–6]           |
| Vice    | 3. | Julho 13, 2014     | Hall of Fame Tennis Championships, Newport, Rhode Island           | Grama    | Jonathan Erlich | Lleyton Hewitt Chris Guccione           | 5–7, 4–6                   |

## Ligações Externas
- Perfil na ATP